# Ercheia collustrans
Ercheia collustrans är en fjärilsart som beskrevs av Lucas 1894. Ercheia collustrans ingår i släktet Ercheia och familjen nattflyn. Inga underarter finns listade i Catalogue of Life.